# Missio
Missio (zapis stylizowany: MISSIO) – amerykański zespół pop rockowy założony w Austin w Teksasie w 2015 roku przez Matthew Brue'a. Nazwa pochodzi od łacińskiego słowa missio, oznaczającego misję.

## Muzycy

### Skład zespołu
- Matthew Brue – wokal prowadzący, autor tekstów (od 2015)
- David Butler – klawiszowiec, autor tekstów (od 2016)

## Dyskografia

### Albumy studyjne
- Loner (2017)
- The Darker the Weather // The Better the Man  (2019)
- Love Me Whole (2020)
- Can You Feel The Sun (2020)
- Villain (2022)